# Кајнарџа
Кајнарџа (буг. Кайнарджа) је село у североисточној Бугарској, Силистранска област. То је административно средиште општине Кајнарџа, која се налази у најисточнији део Силистранска област, у историјском региону Јужна Добруџа, у близини румунске границе. Има 791 становника.
Село је познато као место где је потписан Кучуккаинарџијски мир 21. јула 1774. између гроф Пјотр Румјанцев, представник царице Катарине Велике од Руског царства и Мусул Заде Мехмед Паше, представник султана Абдула Хамида од Османског царства. Уговор стави крај руско-турског рата 1768-1774., који је био понижавајући ударац, некад силном, Османском царству.
Село је ослобођено од турске власти 1878. године, после руско-турског рата 1877-78.. После Балканских ратова, то је уступила Краљевине Бугарске Краљевине Румуније, заједно са свим Јужна Добруџа. За то време село Кајнарџа је део међуратног округа Дуростор, био је познат као Каинарђауа Мика (рум. Cainargeaua Mică), превод и адаптација старог османског назива Кучук Каинарџи ("мала бања"). Према Крајовском уговору из 1940. године широм Јужне Добруџе је враћена Бугарској.